# Otavalos

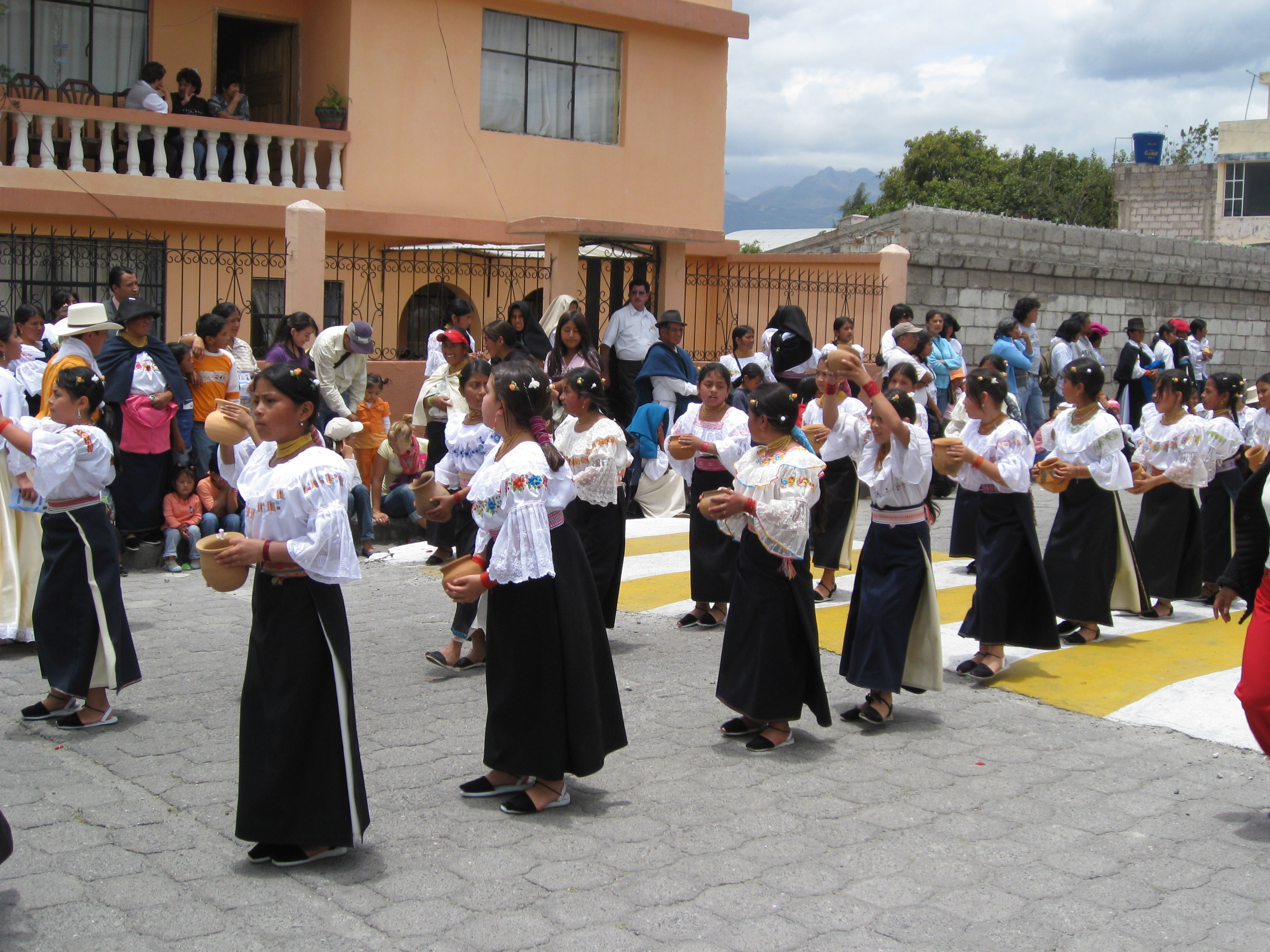
Frauen in Tracht in Cotacachi, Ecuador

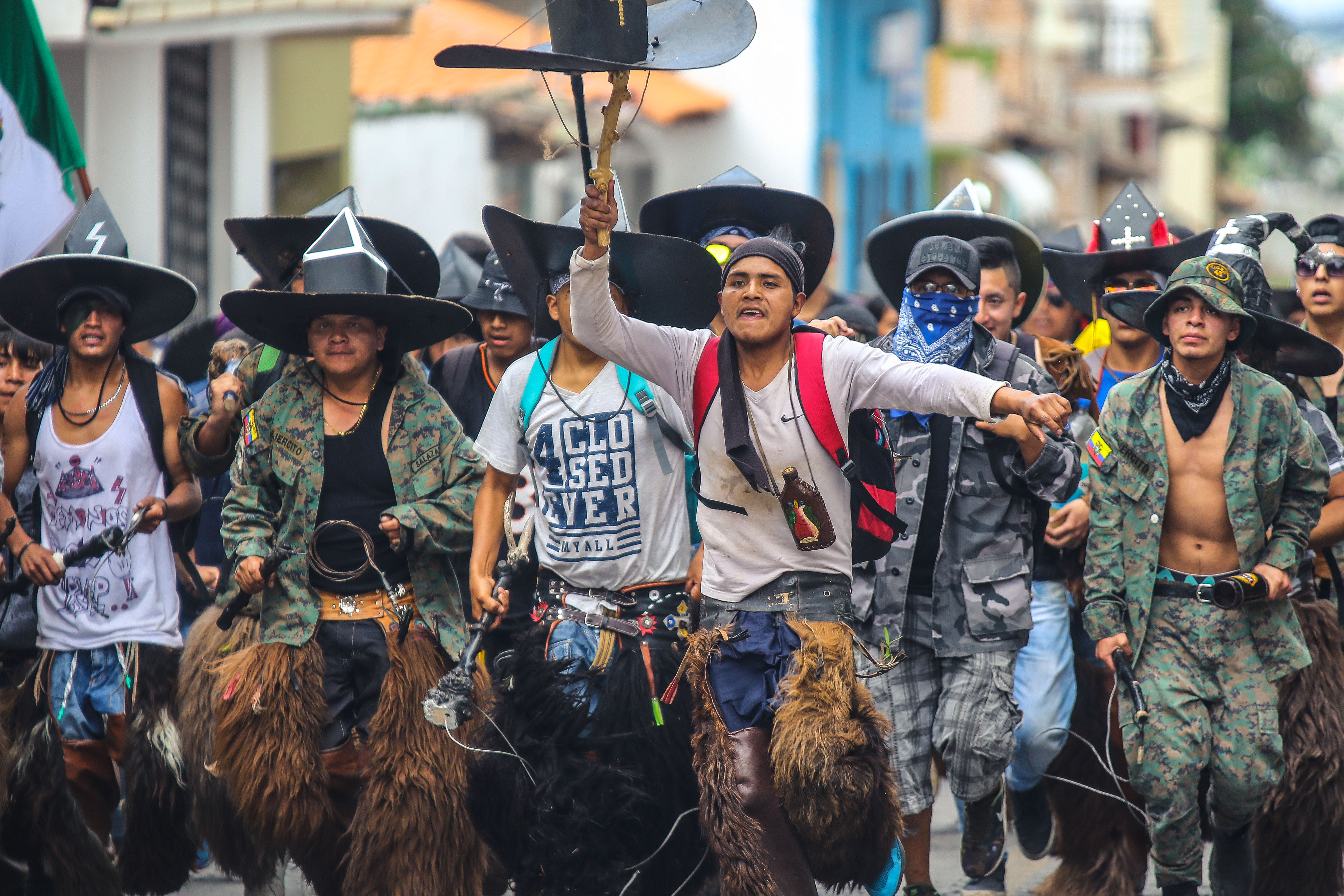
Aufmarsch der Otavalos zum Inti Raymi in Cotacachi

Otavalos oder Otavaleños ist der Name der indigenen Kichwagruppen, die den Großteil der Bevölkerung in den Städten Otavalo, Cotacachi und den umliegenden Dörfern (Atuntaqui, Peguche u. a.) in der ecuadorianischen Provinz Imbabura stellen. Auch in den Kantonen Ibarra und Antonio Ante stellen die Otavalos einen bedeutenden Anteil an der Gesamtbevölkerung. Offizielle Stellen in Ecuador gehen davon aus, dass es etwa 65.000 Otavalos gibt.
Die Sprache der Otavalos ist das Kichwa von Imbabura (Quichua imbabureño), ein Quechua-Dialekt.
Die Otavalos sind international bekannt durch ihre Webwaren, Textilien und anderes Kunsthandwerk. Deren Herstellung und weltweiter Handel verhalf vielen Otavalos zu Wohlstand, und sie gelten heute als die wohlhabendste Ureinwohner-Ethnie in Lateinamerika.
Der Kunsthandwerksmarkt von Otavalo ist der bedeutendste in Südamerika. Die Otavalos sind auch bekannt geworden durch etliche Musikgruppen aus ihren Reihen, die insbesondere in Europa und den USA auf Tournee gehen. Durch diese Bekanntheit stellen die Otavalos für viele Menschen deshalb das Parade-Beispiel der südamerikanischen Hochland-Indianer dar.
Auch politisch sind die Otavalos gut organisiert und stellen in den Kantonen Otavalo und Cotacachi den Bürgermeister. Sollte es jemals einen ersten indigenen Präsidenten in Ecuador geben, so glauben viele, dass es ein Otavalo sein wird. All das sollte aber nicht über die Diskriminierung der Otavalos seitens der Mestizo-Bevölkerung und die für südamerikanische Ureinwohner typische Armut insbesondere in ländlichen Gegenden hinwegtäuschen.